# روبرتو باوتيستا أغوت
روبرتو باوتيستا أغوت (بالإسبانية: Roberto Bautista)‏ مواليد 14 أبريل 1988 في كاستيون دي لا بلانا، هو لاعب كرة مضرب إسباني يلعب باليد اليمنى بدأ مسيرته كمحترف عام 2006 ويحتل حالياً المرتبة رقم. 47 (17 مارس 2014) في تصنيف رابطة محترفي كرة المضرب. يلقب بـ «باتي».

## المسيرة الاحترافية

### الناشئين
روبيرتو في تصنيف الناشئين وصل للمرتبة 47 في يوليو 2006 وكان سجل فوز / خسارة 47-13.
- نتائج البطولات الكبرى لكرة المضرب:

1. فرنسا المفتوحة 2006 الوصول للجولة الثانية.
2. بطولة ويمبلدون 2006 الوصول للجولة الثانية.
3. أمركا المفتوحة 2006 الجولة الأولى.

### المحترفين
وصل أول ربع نهائي على مستوى ATP في بطولة سانبطرسبرغ 2012، وخسر أمام الإيطالي فابيو فونيني.
وصل لأول نهائي في بطولة ايرسل تشيناي المفتوحة 2013 بعدما هزم التشيكي توماس بيرديتش رقم 6 عالميا في ربع النهائي، وخسر بالنهائي أمام يانكو تيبساريفيتش. ووصل تصنيف باوتسينا أغوت بعد هذه البطولة للرقم 51 في مارس 2013.

## بعيداً عن كرة المضرب
والده خواكين هو لاعب كرة قدم سابق ويعمل حالياً مصرفي، ووالدت استر تملك متجر لبيع الملابس، بدأ روبرتو لعب التنس في سن الخامسة عندما ذهب مع والدته للعب التنس في عطلة نهاية الأسبوع.
هو يتمتع بموهبة في ركوب الخيل ويمتلك إثنيين من الخيول، كما يعشق كرة القدم وكان في طفولته يلعب كرة القدم مع نادي فياريال حتى سن 14 عندما قرر التركيز على التنس.

## روابط خارجية
- روبرتو باوتيستا أغوت على موقع رابطة محترفي التنس (الإنجليزية)
- روبرتو باوتيستا أغوت على موقع الاتحاد الدولي لكرة المضرب (الإنجليزية)
- روبرتو باوتيستا أغوت على موقع كأس ديفيز (الإنجليزية)
- روبرتو باوتيستا أغوت على موقع خلاصة التنس.كوم (الإنجليزية)
- روبرتو باوتيستا أغوت على موقع إي إس بي إن.كوم (الإنجليزية)
- روبرتو باوتيستا أغوت على موقع اللجنة الأولمبية الدولية (الإنجليزية)
- روبرتو باوتيستا أغوت على موقع أوليمبيديا (الإنجليزية)
- روبرتو باوتيستا أغوت على موقع AS.com (الإسبانية)